# Fernschach
Beim Fernschach wird Schach gespielt, indem die Züge dem Gegner postalisch oder elektronisch übermittelt werden. Im Gegensatz zu anderen Schachwettkämpfen ist der Einsatz von Hilfsmitteln (Literatur, Beratung durch andere Spieler, Computerprogramme, …) nicht verboten.
Die Züge werden per Postkarte, Fax, E-Mail, auf einem Schachserver oder durch andere Medien ausgetauscht. Fernschachpartien werden gelegentlich auch als Korrespondenzpartien bezeichnet. Eine Fernpartie kann über Wochen, Monate oder Jahre ausgetragen werden – außer beim Rapid-Fernschach, wo die Bedenkzeit in Tagen berechnet wird. Die früher gebräuchliche Definition des Fernschachs allein nach der besonderen Zugübermittlung wegen der räumlichen Trennung der Gegner und der in Tagen berechneten Bedenkzeit reicht heute nicht mehr aus. Dies geht darauf zurück, dass auch bislang dem Spiel am Brett vorbehaltene Wettkampfformen wie Blitzpartien auf Schachservern von räumlich getrennten Gegnern ausgetragen werden können und beim Rapid-Fernschach die Bedenkzeit nicht in Tagen berechnet wird.
Traditionell wurden die Züge per Postkarte oder Brief übermittelt. Im 19. und frühen 20. Jahrhundert wurde vereinzelt auch per Telegraf oder Funk korrespondiert. Es gab sogar schon den Ansatz, über eine Telefonzentrale zu spielen. Im 19. Jahrhundert waren Fernpartien vor allem als Wettkämpfe zwischen Vereinen oder Städten populär, und im Kalten Krieg erfreuten sich Radio-Wettkämpfe zwischen den USA und der UdSSR großer Aufmerksamkeit. Die Masse der Partien fand und findet jedoch zwischen Einzelspielern statt. Während Kriegen konnten Fernschachpartien aufgrund des für die Notation verwendeten Codes von strengen Zensurmaßnahmen betroffen sein, wodurch Partien zum Erliegen kommen konnten.
In Deutschland hat das Fernschachspiel eine besondere Tradition. So ist auch heute noch der Deutsche Fernschachbund e. V. der weltweit größte nationale Verband.
Es existieren und existierten eigene Zeitschriften für Fernschach, etwa die Fernschachpost und von 1966 bis 1990 in der Deutschen Demokratischen Republik das Fernschach-Bulletin, das ab 1975 Fernschach der DDR hieß.

## Historisches
Die älteste bekannte Fernpartie fand 1804 zwischen den Städten Den Haag (Oberstleutnant Friedrich Wilhelm von Mauvillon) und Breda (Offizier, Name nicht bekannt) statt. Bedeutender war jedoch der Städtekampf London gegen Edinburgh, der im April 1824 begann und den Edinburgh im Juli 1828 mit 3:2 gewann. In dieser Zeit waren Städtekämpfe sehr populär, wobei sich die lokalen Schachspieler berieten, gelegentlich unterstützt von bekannten Schachmeistern.
Die erste per Telegraf ausgetragene Partie fand im April 1845 zwischen Howard Staunton und Henry Thomas Buckle statt. Sie dauerte acht Stunden und endete mit einem Remis.
Den Begriff „Fernschach“ verwendete erstmals Andreas Duhm (1883–1975) in der Schweizerischen Schachzeitung.

## Fernschachregeln

### Bedenkzeit
Mit Ausnahme des Rapid-Fernschachs wird die Bedenkzeit im Fernschach in Tagen gemessen. Abhängig vom Verband hat man für zehn Züge 30 bis 60 Tage Bedenkzeit zur Verfügung, wobei zumindest bei Postturnieren noch die Brieflaufzeit hinzukommt. Die Hauptrolle für die Berechnung der Bedenkzeit war das Datum des Poststempels. Aufgrund der Postlaufzeiten, die noch vor wenigen Jahren in den Ostblock oder nach Südamerika hin und zurück mehrere Wochen betragen konnten, bestand die Möglichkeit zu sehr tiefen und gründlichen Analysen.
Aufgrund der Brieflaufzeiten konnten insbesondere internationale Partien durchaus einige Jahre dauern. So begann das Finale der 10. Fernschach-Olympiade 1987 und endete 1995. Kurios dabei war, dass die Bronzemedaille 1995 – also lange nach der Wiedervereinigung – die Mannschaft der DDR gewann.
Heute stehen als Übertragungsmittel Fax, E-Mail, SMS oder Schachserver zur Verfügung. So entfällt die Brieflaufzeit, was die Dauer einer Fernpartie erheblich verkürzt. Auf Schachservern wird die Bedenkzeit mittlerweile minutengenau gemessen und die durchschnittliche Partiedauer liegt nicht mehr bei einem Jahr, sondern bei mehreren Monaten.

### Die längste bekannte Fernpartie
Die längste bekannte Fernpartie dauerte 16 Jahre. Es handelte sich dabei um eine Partie zwischen K. Brenzinger aus Pforzheim und F. E. Brenzinger aus New York, die zwischen 1859 und 1875 ausgetragen wurde und nach 50 Zügen mit einem Sieg von Schwarz endete. Im Guinness-Buch der Rekorde von 1971 wird von einer Partie berichtet, die von zwei Spielern aus Schottland und Australien ab 1926 mittels Weihnachtsgrußkarten ausgetragen wurde und zum Zeitpunkt der Veröffentlichung noch andauerte. Die Notation dieser Partie ist allerdings nicht bekannt.

### Zugübermittlung

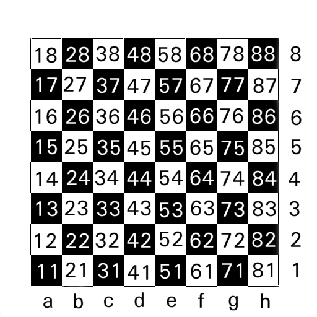
Die algebraische Notation

#### Notation
Im Fernschach per Postkarte wird meist die algebraische Notation (siehe Schachnotation) verwendet: Dabei werden nur die beiden Felder benannt, auf denen die Figur stand und landet, wobei die Linien nicht mit Buchstaben, sondern Ziffern bezeichnet werden. Die entstehende vierstellige Nummer besteht aus Linie des Startfeldes, Reihe des Startfeldes, Linie des Zielfeldes und Reihe des Zielfeldes. Dabei werden die Linien a bis h als 1 bis 8 gezählt. Im Falle einer Bauernumwandlung wird eine fünfte Ziffer für die aus der Umwandlung entstehende Figur hinzugefügt. Dabei ist der Ziffernwert umgekehrt zur Stärke der Figur, also 1 für die Dame, 2 für den Turm, 3 für den Läufer und 4 für den Springer. Der Zug f7–f8D wäre also in Fernschachnotation 67681. Figuren-, Schlag- und andere Sonderzeichen entfallen. Bei den Rochaden wird nur der Königszug angegeben. Der Zug e2–e4 beispielsweise lautet dann 5254, statt Dd8–a5 schreibt man 4815. Die weiße kurze Rochade entspräche 5171, ebenso die lange 5131. Beim Fernschach per E-Mail ist inzwischen die Portable Game Notation (PGN) üblich.

#### Postkarte

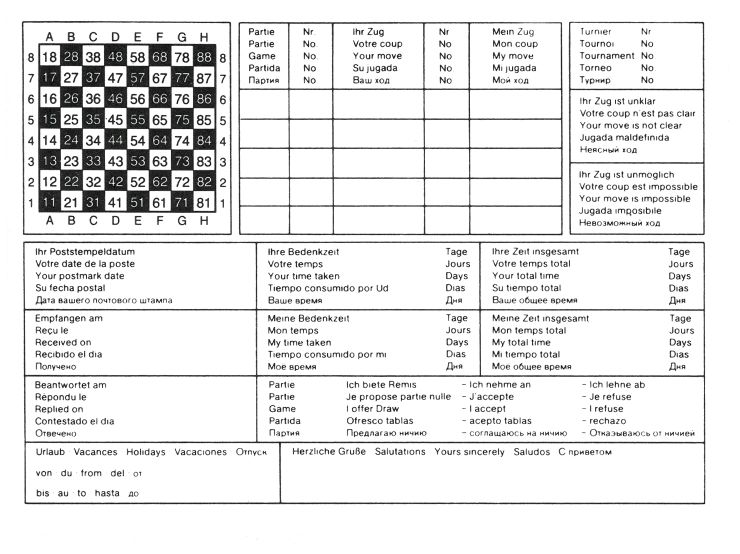
Internationale Fernschachkarte

Traditionell wurden die Züge per Postkarte oder Brief übermittelt.
Häufig verwendete man vorgedruckte Postkarten. Hier trug man auf einem „Formular“ die vorgeschriebenen Daten ein:
- letzter Zug des Gegners
- eigener Antwortzug
- gegebenenfalls Eventualzüge
- Poststempeldatum der gegnerischen Postkarte
- Datum der Ankunft der gegnerischen Postkarte
- Datum des Absendens der eigenen Postkarte
- Bedenkzeit des Gegners beim letzten Zug sowie dessen gesamte bisherige Bedenkzeit
- eigene Bedenkzeit beim aktuellen Zug sowie die eigene gesamte bisherige Bedenkzeit
- bei Bedarf Urlaubsankündigung (Urlaub von der Partie)
- gegebenenfalls Remisangebot, Annahme oder Ablehnung des gegnerischen Remisangebotes, Aufgabe der Partie

Die Züge notierte man in der Regel in der algebraischen Notation.
Da man oft gleichzeitig gegen mehrere Gegner spielte, summierten sich die Portokosten zu einem beachtlichen Betrag. Um hier Kosten zu sparen, nutzten viele deutsche Fernschachspieler den (1993 abgeschafften) verbilligten Tarif „Drucksache“ der Deutschen Post bzw. Deutschen Bundespost aus. Dazu waren auf der Postkarte außer den Anschriften des Empfängers und des Absenders keine handschriftlichen Eintragungen zugelassen. Daher benutzte man Stempel, mit denen man die erforderlichen Daten auf die Postkarte stempelte.
Einige deutsche Fernschachspieler versuchten Kosten einzusparen, indem sie die kostenlose Kontoführung von einigen Banken und Sparkassen ausnutzten. Sie vereinbarten bei nationalen Turnieren, auf die Postkarte zu verzichten und stattdessen die Züge auf den Kommentarfeldern von Banküberweisungsbelegen zu übermitteln; man überwies kleinere Geldbeträge hin und her. Dies sparte zwar tatsächlich Kosten, allerdings waren die Banklaufzeiten meist höher als die Postlaufzeiten, das heißt, die Partien verlängerten sich.
Ferner kann man Kosten und Partiedauer verringern, indem man dem Gegner Eventualzüge vorschlägt. Insbesondere, wenn der Gegner nur einen einzigen erlaubten oder vernünftigen Antwortzug hat, kann man sinngemäß schreiben: Ich ziehe nun Lb5+. Falls Du mit Ld7 antwortest, spiele ich im nächsten Zug Dd2. Auch längere Eventualzugfolgen kann man vorschlagen.
Bei Eventualzugvorschlägen sollte man möglichst die Formulierung „beliebig“ oder ähnliches vermeiden, um ungewollte Effekte zu vermeiden. So kursiert als Bonmot das folgende Beispiel: Nach 1. d4 g6 schreibt Schwarz „2. beliebig, ich spiele 2. … Lg7“. Daraufhin zieht Weiß 2. Lh6. Schwarz muss nun wie angekündigt Lf8–g7 antworten. Weiß gewinnt dann mit 3. Lxg7 den Läufer und schlägt im nächsten Zug noch den schwarzen Turm auf h8.

#### Fax, E-Mail, Schachserver, Instant-Messenger
Seit etwa 1990 wurde das Postkartenschach fast völlig von den Medien Fax, Telefon, E-Mail, SMS und Schachservern in den Hintergrund gedrängt. Heute ist auch das Spiel per Fax kaum noch verbreitet. Die Nutzung des Internets hat nicht nur allgemein zugenommen, sondern ist vor allem bei den Schachspielern fast aller Altersgruppen überdurchschnittlich angestiegen, daher finden heute auch bei den Fernschachverbänden vielfach Turniere auf Fernschachservern und E-Mail-Turniere statt. Anstelle von E-Mail wird auch zunehmend Instant Messaging eingesetzt.
Der Weltfernschachbund (ICCF) hat 1996 erstmals E-Mail- und Faxturniere organisiert.

### Wertungszahlen national und international
Nach einer Mindestzahl von Partien in Turnieren erhalten die Spieler wie im Turnierschach eine Wertungszahl. In die Wertungszahl fließen die erreichten Punkte in einem Turnier und die Wertungszahlen der Gegner ein. National gibt es die Fernschach-Wertungszahl (FWZ) und international die Fernschach-Elo-Zahl, wobei jeder Verband meist ein eigenes Wertungssystem besitzt. Nach Wertungszahlen kann das Spielstärkeniveau festgestellt werden. Die Durchschnitte der Wertungszahlen der Kontrahenten regeln nach Kategorieziffern, wie viele Punkte ein Spieler erreichen muss, um beispielsweise eine Norm für den Titel „Internationaler Meister“ zu bekommen.

### Besonderheiten
Beim Fernschach sind naturgemäß einige Regeln des Spiels am Brett außer Kraft gesetzt:
- Die Regel „berührt – geführt“ gilt nicht. Bei Übermittlung eines regelwidrigen Zuges muss die quasi berührte Figur nicht gezogen werden.
- Hilfestellungen sind erlaubt, z. B. gemeinsame Analyse mit anderen, Benutzen von Schachliteratur, Schachdatenbanken und auch Schachprogramme dürfen benutzt werden. Wird eine Partie von mehreren Spielern gespielt, spricht man von einer Zirkulationspartie.

## Turniere

### Nationale Turniere
Die nationalen Turniere werden von den nationalen Fernschachverbänden organisiert. Der Deutsche Fernschachbund e. V. (BdF), früher „Bund Deutscher Fernschachfreunde“ genannt, der am 25. August 1946 in Frankfurt/Main gegründet wurde, ist der deutsche nationale Fernschachverband. Er ist die vom Internationalen Fernschachverband ICCF anerkannte deutsche Vertretung im internationalen Fernschach. Der Deutsche Fernschachbund bietet Auf- und Abstiegsturniere für Einzelspieler und Mannschaften an, organisiert die Deutsche Meisterschaft und veranstaltet weitere Turniere wie Pokalturnier, Allgemeine Turniere, Thematurniere und Turniere in Chess960. Diese Turnierformen ermöglichen es Schachspielern jeder Spielstärke, adäquate Spielpartner zu finden. Er richtet weltweite Länderkämpfe aus und ermöglicht seinen Mitgliedern das internationale Fernschachspiel.
Um den Mitgliedern, die den Einsatz von Computern zur Zuganalyse ablehnen, ein Spielangebot zu eröffnen, bietet der Deutsche Fernschachbund auch „engine-freie“ Turniere an. Während normalerweise im Fernschach alle Hilfsmittel erlaubt sind, ist dabei nur der Einsatz von Eröffnungsbüchern oder -datenbanken zulässig. Schachprogramme dürfen weder für Zugvorschläge noch zur Kontrolle geplanter Züge eingesetzt werden.
Die Spieler haben beim Zugaustausch die Wahl zwischen Server, E-Mail, Postkarte und Fax. Neben dem Mitgliedern vorbehaltenen Spielbereich unterhält der Deutsche Fernschachbund ein kostenloses Spiel- und Turnierangebot für alle und Schachspieler, unabhängig von einer Mitgliedschaft. Diese sogenannte „BdF-Spielwiese“ bietet Turniere an, die per E-Mail gespielt werden.
Daneben veranstaltet der Deutsche Fernschachbund jährlich ein Treffen für die Mitglieder und deren Angehörige wie auch für Gäste, das sogenannte Fernschachtreffen.
Zudem existieren noch weitere Fernschachvereine außerhalb der ICCF, die überwiegend Spartenangebote unterhalten.

### Internationale Turniere

#### ICCF
Internationale Turniere werden vom Welt-Fernschach-Verband International Correspondence Chess Federation (ICCF) veranstaltet. Dieser (bzw. seine Vorgängerorganisationen ICSB und IFSB) wurde 1928 gegründet. Die Turnierstruktur ist hier ähnlich wie bei den nationalen Turnieren. Es finden Auf- und Abstiegsturniere statt. Ferner organisiert der ICCF die Europa- und Weltmeisterschaften sowie die Fernschacholympiaden.

#### IECG
Als zweite internationale Fernschach-Vereinigung hatte sich Mitte der 1990er Jahre die International Email Chess Group (IECG) etabliert, die seit 1996 ebenfalls Weltmeisterschaften ausrichtete. Die IECG nutzte für die Zugübermittlung von Beginn an ausschließlich nur noch das seinerzeit neuartige Medium E-Mail, und keine Postkarten oder Briefpost mehr. Mit der Einführung von Servern erwiesen sich aber auch E-Mails zur Zugübermittlung zunehmend als veraltet. Daher wurde im Oktober 2009 beschlossen, den Betrieb der IECG einzustellen und alle ihre Aktivitäten auf den Lechenicher SchachServer zu verschieben.

## Fernschach und Computer
Computer und Schachengines haben das Fernschach erheblich verändert. Neben fundiertem Schachverständnis muss die Fähigkeit, Computeranalysen zu interpretieren und zu steuern, vorhanden sein. Der Einfluss solcher Analysen auf die Spielstärke ist umstritten, allerdings verzichtet in der Regel kein Spitzenspieler auf Computerunterstützung. Dank solcher Unterstützung sind grobe taktische Fehler aus der Turnierpraxis nahezu völlig verschwunden. Durch den Einsatz von Computern hat Fernschach allgemein ein taktisches Niveau erklommen, das in der Vor-Computer-Zeit der Weltspitze vorbehalten war.
Mit zunehmendem Spielstärkezuwachs der Schachprogramme hat der Computereinsatz im Fernschach dazu geführt, dass die Begeisterung etlicher Schachspieler für das Fernschach nachgelassen hat. Als weiteres Problem zeigte sich, dass die Remisquote bei bedeutenden Turnieren wie Fernschach-Weltmeisterschaften über 80 % erreichte und der „Remistod“ droht.
Als Antwort auf diese Problematik wurden „No-Engine“-Bereiche geschaffen, auf denen sich Spieler dazu verpflichten, auf den Einsatz von Computern zu verzichten.

## Die ICCF-Weltmeisterschaften

### Entstehung
Erstmals wurde die Idee einer Fernschach-Weltmeisterschaft 1936 auf einer Tagung des damaligen Weltfernschachbundes IFSB (heute ICCF) vorgestellt. Man fand prominente Fürsprecher, u. a. in Alexander Rueb, dem Präsidenten der FIDE, dem Weltmeister Aljechin, in Keres und in Euwe. Am 10. August beschloss der IFSB in Stockholm, regelmäßig Weltmeisterschaften durchzuführen. Dies konnte erst nach dem Zweiten Weltkrieg von der Nachfolgeorganisation ICCF durchgeführt werden. Die erste Weltmeisterschaft begann 1947. 78 Spieler aus 22 Ländern starteten in elf Vorgruppen. Im Jahre 1953 stand mit dem Australier Cecil Purdy der erste Fernschachweltmeister fest.

### Qualifikation
Für die Teilnahme an der Endrunde zu einer Weltmeisterschaft muss man sich im Normalfall qualifizieren. Zunächst muss man ein Turnier der ICCF-Meisterklasse mit 15 Teilnehmern gewinnen, alternativ reichen zwei Siege in der ICCF-Meisterklasse mit 7 Teilnehmern aus oder zweimal zweiter Platz in einer 15er Gruppe aus. Damit kann man am Halbfinale einer WM teilnehmen. Hier benötigt man Platz 1 oder Platz 2, um im 3/4 Finale mitspielen zu können. Mit Platz 1 bis Platz 3 (was die ICCF jeweils festlegt) erreicht man die WM-Endrunde. Das Dreiviertel-Finale wurde 1974 auf der ICCF-Tagung in Nizza eingeführt. Vorher konnte man sich vom Halbfinale aus direkt für das Finale qualifizieren. Zu Zeiten der Postkarte konnte der Weg zum Weltmeister durchaus 15 Jahre dauern, bedingt vor allem durch lange internationale Postlaufzeiten.
Allerdings kann die ICCF auch Freiplätze an Schachspieler vergeben, die anderweitig herausragende Leistungen gezeigt haben, etwa an Großmeister. Ein solcher Seiteneinstieg wurde zum Beispiel Fritz Baumbach bei der 9. WM gewährt.
Eine Ausnahme bildet die 3. Weltmeisterschaft. Hier gab es keine Vorrunde. Teilnahmeberechtigt waren die vier ersten der 1. FW-WM, die sechs ersten der 2. FS-WM sowie diejenigen, die an den beiden vorhergehenden Endrunden mitspielten.

### Durchführung
Die ersten Weltmeisterschaften wurden zeitlich nacheinander durchgeführt. Der Weltmeister und der Zweite waren automatisch für die nächste Endrunde qualifiziert. Wegen der langen Postlaufzeiten dauerte ein Finale oft fünf Jahre. Um die Abstände zu verkürzen, wurden die Endrunden ab der 8. WM zeitversetzt durchgeführt: Auch wenn das vorhergehende Finale noch lief, wurde das nächste WM-Finale gestartet. Die beiden Erstplatzierten waren dann für die übernächste WM qualifiziert.
Seit einigen Jahren werden die Weltmeisterschaften abwechselnd als traditionelle Post- und E-Mail-Turniere gestartet.

### Die ICCF-Fernschachweltmeister
Fritz Baumbach listet in seinem 2008 erschienenen Buch Who is the Champion of the Champions? die Weltmeister auf, und zwar mit dem Zeitraum ihrer Weltmeisterschaft und den Kreuztabellen der 1. bis 21. Weltmeisterschaft.
| Nr. | Zeit      | Weltmeister (ICCF)                            | Staatsangehörigkeit             | Quelle |
| --- | --------- | --------------------------------------------- | ------------------------------- | ------ |
| 01. | 1953–1956 | Cecil Purdy                                   | Australien                      | [ 8 ]  |
| 02. | 1959–1962 | Wjatscheslaw Ragosin                          | Sowjetunion                     | [ 9 ]  |
| 03. | 1962–1965 | Albéric O’Kelly de Galway                     | Belgien                         | [ 10 ] |
| 04. | 1965–1967 | Wladimir Sagorowski                           | Sowjetunion                     | [ 11 ] |
| 05. | 1967–1971 | Hans Berliner                                 | Vereinigte Staaten              | [ 12 ] |
| 06. | 1971–1975 | Horst Rittner                                 | Deutsche Demokratische Republik | [ 13 ] |
| 07. | 1975–1980 | Jakow Estrin                                  | Sowjetunion                     | [ 14 ] |
| 08. | 1980–1982 | Jorn Sloth                                    | Dänemark                        | [ 15 ] |
| 09. | 1982–1984 | Tönu Öim                                      | Sowjetunion                     | [ 16 ] |
| 10. | 1984–1988 | Vytas Palciauskas                             | Vereinigte Staaten              | [ 17 ] |
| 11. | 1988–1990 | Fritz Baumbach                                | Deutsche Demokratische Republik | [ 18 ] |
| 12. | 1990–1994 | Grigori Sanakojew                             | Russland                        | [ 19 ] |
| 13. | 1994–1999 | Michail Umansky                               | Russland                        | [ 20 ] |
| 14. | 1999–2001 | Tõnu Õim                                      | Estland                         | [ 21 ] |
| 15. | 2001–2004 | Gert Jan Timmerman                            | Niederlande                     | [ 22 ] |
| 16. | 2004–2005 | Tunç Hamarat                                  | Österreich                      | [ 23 ] |
| 17. | 2006      | Ivar Bern                                     | Norwegen                        | [ 24 ] |
| 18. | 2005      | Joop van Oosterom                             | Niederlande                     | [ 25 ] |
| 19. | 2006      | Christophe Léotard                            | Frankreich                      | [ 26 ] |
| 20. | 2008      | Pertti Lehikoinen                             | Finnland                        | [ 27 ] |
| 21. | 2007      | Joop van Oosterom                             | Niederlande                     | [ 28 ] |
| 22. | 2010      | Alexander Dronow                              | Russland                        | [ 29 ] |
| 23. | 2010      | Ulrich Stephan                                | Deutschland                     | [ 30 ] |
| 24. | 2012      | Marjan Šemrl                                  | Slowenien                       | [ 31 ] |
| 25. | 2012      | Fabio Finocchiaro                             | Italien                         | [ 32 ] |
| 26. | 2012      | Ron Langeveld                                 | Niederlande                     | [ 33 ] |
| 27. | 2014      | Alexander Dronow                              | Russland                        | [ 34 ] |
| 28. | 2015      | Leonardo Ljubičić                             | Kroatien                        | [ 35 ] |
| 29. | 2018      | Alexander Dronow                              | Russland                        | [ 36 ] |
| 30. | 2019      | Andrey Kochemasov                             | Russland                        | [ 37 ] |
| 31. | 2022      | Fabian Stanach, Christian Muck, Ron Langeveld | Polen Österreich Niederlande    | [ 38 ] |
| 32. | 2022      | Jon Edwards                                   | Vereinigte Staaten              | [ 39 ] |

### Die ICCF-Fernschachweltmeisterinnen
Die Weltmeisterschaft der Damen begann 1965 mit den Vorrunden zur 1. WM. ICCF hat beschlossen, die Organisation dieses Turniers einzustellen.
| Nr. | Zeit      | Weltmeister (ICCF) | Staatsangehörigkeit | Quelle |
| --- | --------- | ------------------ | ------------------- | ------ |
| 01. | 1972–1977 | Olga Rubzowa       | Sowjetunion         | [ 41 ] |
| 02. | 1978–1984 | Lora Jakowlewa     | Sowjetunion         | [ 42 ] |
| 03. | 1984–1992 | Luba Kristol       | Israel              | [ 43 ] |
| 04. | 1993–1998 | Ljudmila Belawenez | Russland            | [ 44 ] |
| 05. | 2000–2995 | Luba Kristol       | Israel              | [ 45 ] |
| 06. | 2002–2006 | Alessandra Riegler | Italien             | [ 46 ] |
| 07. | 2007–2010 | Olga Sukhareva     | Russland            | [ 47 ] |
| 08. | 2011–2014 | Olga Sukhareva     | Russland            | [ 48 ] |
| 09. | 2014–2017 | Irina Perevertkina | Russland            | [ 49 ] |
| 10. | 2017–2020 | Irina Perevertkina | Russland            | [ 50 ] |
| 11. | 2020–2023 | Irina Perevertkina | Russland            | [ 51 ] |
| 12. | 2023–…    | Irina Perevertkina | Russland            | [ 52 ] |

### Die ICCF-Weltpokalturniere
| Nr.   | Zeit      | Weltmeister (ICCF)                 | Staatsangehörigkeit             | Quelle |
| ----- | --------- | ---------------------------------- | ------------------------------- | ------ |
| 01.   | 1973–1977 | Karl-Heinz Maeder                  | Deutsche Demokratische Republik | [ 53 ] |
| 02.   | 1977–1983 | Gennadi Nesis                      | Sowjetunion                     | [ 54 ] |
| 03.   | 1981–1986 | Nikolai Rabinovich                 | Sowjetunion                     | [ 55 ] |
| 04.   | 1984–1989 | Albert Popov                       | Sowjetunion                     | [ 56 ] |
| 05-A. | 1987–1994 | Alexandr Frolov                    | Ukraine                         | [ 57 ] |
| 05-B. | 1987–1994 | Gert Timmerman                     | Niederlande                     | [ 58 ] |
| 06.   | 1994–1999 | Olita Rause                        | Lettland                        | [ 59 ] |
| 07.   | 1994–2001 | Alexei Lepikov                     | Ukraine                         | [ 60 ] |
| 08.   | 1998–2002 | Horst Staudler                     | Deutschland                     | [ 61 ] |
| 09.   | 1998–2001 | Edgar Prang                        | Deutschland                     | [ 62 ] |
| 10.   | 2001–2005 | Frank Schröder                     | Deutschland                     | [ 63 ] |
| 11.   | 2008–2011 | Reinhard Moll                      | Deutschland                     | [ 64 ] |
| 12E.  | 2005–2007 | Reinhard Moll                      | Deutschland                     | [ 65 ] |
| 12P.  | 2009–2012 | Matthias Gleichmann                | Deutschland                     | [ 66 ] |
| 13.   | 2009–2012 | Reinhard Moll                      | Deutschland                     | [ 67 ] |
| 14.   | 2009–2012 | Reinhard Moll                      | Deutschland                     | [ 68 ] |
| 15.   | 2012–2015 | Klemen Sivic                       | Slowenien                       | [ 69 ] |
| 16.   | 2013–2016 | Ugge Nogga                         | Deutschland                     | [ 70 ] |
| 17.   | 2014–2017 | Matthias Gleichmann                | Deutschland                     | [ 71 ] |
| 18.   | 2015–2019 | Reinhard Moll Stefan Ulbig         | Deutschland                     | [ 72 ] |
| 19.   | 2014–2016 | Thomas Herfuth                     | Deutschland                     | [ 73 ] |
| 20.   | 2017–2020 | Sergey Kishkin                     | Russland                        | [ 74 ] |
| 21.   | 2019–2021 | Matthias Gleichmann                | Deutschland                     | [ 75 ] |
| 22.   | 2021–2023 | Dmitry Morozov Matthias Gleichmann | Russland Deutschland            | [ 76 ] |

### Die IECG-Fernschachweltmeister
Die erste Weltmeisterschaft der International Email Chess Group war ein Einladungsturnier. Danach mussten die Spieler sich qualifizieren. Die Jahreszahl entspricht dem Jahr des Starttermins. Da die Meisterschaften im Abstand von etwa 15 Monaten begannen, gibt es Jahre ohne Starttermin, so 2001 als wieder ein Einladungsturnier ausgerichtet wurde.
| Jahr | Weltmeister (IECG)           |
| ---- | ---------------------------- |
| 1996 | Simon Webb (ENG)             |
| 1997 | Martin Pecha (AUT)           |
| 1998 | Juan Sebastián Morgado (ARG) |
| 1999 | Wilfried Braakhuis (HOL)     |
| 2000 | Albrecht Fester (GER)        |
| 2001 | István Sinka (HUN)           |
| 2002 | Jorge Rodriguez (ARG)        |
| 2003 | Anatoli Sirota (AUS)         |
| 2004 | Andreas Strangmüller (GER)   |
| 2005 | Miguel Angel Canovas (ESP)   |
| 2006 | Nigel Robson (ENG)           |

Nach 2006 wurde keine Weltmeisterschaft mehr ausgetragen. Zum 31. Dezember 2010 schließlich wurden die Aktivitäten der IECG eingestellt.

## Europameisterschaften
Die Europameisterschaften werden von der ICCF organisiert.
Europameister im Einzel:
1. Werner Stern (DDR, 1963–65)
2. Jindrich Zapletal (CSR, 1964–67)
3. Erich Thiele (DDR, 1965–68)
4. Franček Brglez (YUG, 1966–70)
5. Folke Ekström (SVE, 1967–72)
6. Michail Gowbinder (URS, 1968–72)
7. Werner Stern (DDR, 1970–74)
8. Jørn Sloth (DEN, 1971–75)
9. Aurel Anton (ROM)/Oleksandr Wajsman (URS) (1971–75)
10. Ove Ekebjærg (DEN, 1972–77)
11. Bela Toth (ITA, 1973–78)
12. Klaus Engel (GER, 1974–79)
13. Henrik Sørensen (DEN, 1974–80)
14. Wilfried Sauermann (GER)/Anicetas Uogelė (URS, 1975–81)
15. Hans Palm (GER, 1976–80)
16. Hans-Ulrich Grünberg (DDR, 1976–82)
17. Arkady Podolsky (URS, 1977–83)
18. Wladimir Kaluschin (URS, 1978–81)
19. Arne Sørensen (DEN, 1978–86)
20. Bent Sørensen (DEN, 1979–84)
21. Sven Pedersen (DEN, 1980–86)
22. Petr Yashelin (URS, 1980–86)
23. Aleksandr Korelov (RUS, 1981–86)
24. Alfred Deuel (URS, 1981–87)
25. Vladas Gefenas (LTU, 1982–88)[78]
26. Gediminas Rastenis (LTU, 1983–89)[79]
27. Anatoli Sytschow (RUS, 1983–90)[80]
28. Jānis Vitomskis (LAT, 1984–90)[81]
29. Frank Hovde (NOR, 1984–90)[82]
30. Anatoly Parnas (URS, 1985–92)[83]
31. Dieter Mohrlok (GER, 1985–92)[84]
32. Vladimir Usachy (UKR, 1985–93)[85]
33. Norbert Stull (LUX, 1986–94)[86]
34. Valentinas Normantas (LTU, 1987–94)[87]
35. Sergey Stolyar (RUS, 1987–94)[88]
36. Ričardas Žitkus (LTU, 1987–93)[89]
37. Libor Daněk (CZE, 1988–94)[90]
38. Gerhard Binder (GER, 1988–95)[91]
39. Günter Schuh (GER, 1988–94)[92]
40. Bo Hjort (SVE, 1989–94)[93]
41. Richard Polaczek (BEL, 1989–96)[94]
42. Wolfgang Häßler (GER, 1990–95)[95]
43. Vitaly Antonov (RUS, 1990–97)[96]
44. Walter Mooij (NED, 1991–97)[97]
45. Karl-Heinz Kraft (GER, 1991–95)[98]
46. Aleksey Lepikhov (UKR, 1992–97)[99]
47. Alfio Scuderi (ITA, 1992–97)[100]
48. Giampiero David (ITA, 1993–99)[101]
49. Ugo Fremiotti (ITA, 1993–97)[102]
50. Alius Mikėnas (LTU, 1994–98)[103]
51. Arne Vinje (NOR, 1994–98)[104]
52. Manfred Hafner (GER, 1994–98)[105]
53. Fatih Atakişi (TUR, 1994–00)[106]
54. Jörg Sawatzki (GER)/Michael Stettler (GER) (1995–99)[107]
55. Wieslaw Paśko (POL, 1995–99)[108]
56. Werner Hase (GER, 1995–99)[109]
57. Gabriel Cardelli (ITA, 1996–00)[110]
58. Siegfried Neuschmied (AUT, 1996–00)[111]
59. Vladimir Salceanu (ROM, 1996–02)[112]
60. Patrick Spitz (FRA, 1997–99)[113]
61. Paata Gaprindashvili (GEO, 1997–01)[114]
62. Ettore D'Adamo (ITA, 1997–01)[115]
63. Klaus Weber (GER, 2005–08)[116]
64. Andrej Loc (SLO, 2005–08)[117]
65. Christophe Pauwels (BEL, 2008–09)[118]
66. Carlos Cruzado Dueñas (ESP, 2008–09)[119]
67. Carlos Cruzado Dueñas (ESP, 2011–13)[120]
68. Daði Örn Jónsson (ISL, 2013–15)[121]
69. Costantino Delizia (ITA, 2015–19)[122]
70. Gerd Schowalter (GER, 2017–19)[123]
71. Alexandr Batrakov (RUS)/Igor Telepnev (RUS) (2017–19)[124]
72. Wolfgang Zugrav (AUT, 2019–2022)[125]

## Europameisterschaften (Mannschaften)
Die erste Europa-Fernschach-Mannschaftsmeisterschaft fand von 1973 bis 1983 statt.
| Nr. | Jahr      | Gold        |
| --- | --------- | ----------- |
| 1   | 1978–1984 | Sowjetunion |
| 2   | 1984–1988 | Sowjetunion |
| 3   | 1988–1994 | Deutschland |
| 4   | 1994–1998 | Deutschland |
| 5   | 1999–2004 | Deutschland |
| 6   | 2004–2009 | Deutschland |
| 7   | 2008–2012 | Slowakei    |
| 8   | 2012–2014 | Schweden    |
| 9   | 2014–2017 | Russland    |
| 10  | 2017–2021 | Deutschland |
| 11  | 2021–2024 | Wales       |